# Druwa
Druwa (gr. Δρούβα) – miejscowość w Grecji, w zachodniej części Peloponezu, w administracji zdecentralizowanej Peloponez, Grecja Zachodnia i Wyspy Jońskie, w regionie Grecja Zachodnia, w jednostce regionalnej Elida, w gminie Olimpia. W 2011 roku liczyła 137 mieszkańców.